# テントペギング
テントペギング（英語：tent pegging）は、馬術競技の一種で、主に地面上の対象物を馬上から取り扱うことを競うスポーツ競技の一種。国際馬術連盟に公式に認められた10の馬術種目の一つである。欧州の伝統的な騎兵競技を源とする伝統競技。

## 基本ルール
騎士に見立てた馬上の選手がギャロップの状態で、剣・槍で突いたり引っかけたりして地上の対象物（象徴的にテントのペグを使用する）を移動したりする。

## 近代スポーツとして
今日、テントペギングは世界に広まりつつあるが、特にイギリス、オーストラリア、インド、イスラエル、オマーン、パキスタン、南アフリカ、アメリカ合衆国、カナダなどで競技が行なわれている。アジアオリンピック評議会は1982年にアジア大会の公式競技とし、国際馬術連盟も2004年に公式馬術種目として認定した。国際テントペギング選手権が実施されている。